# Bet Din

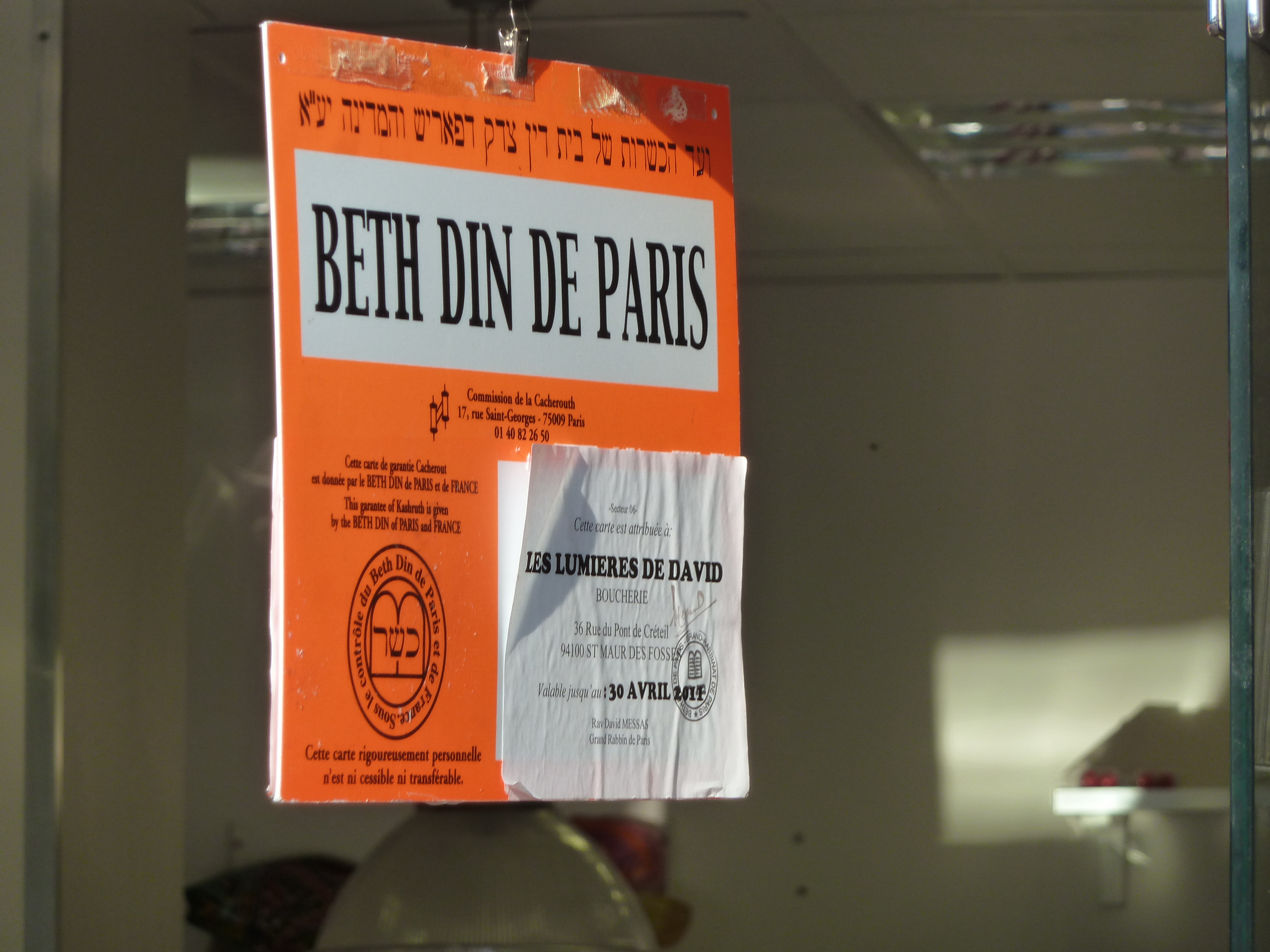
Bet din de Paris.

Bet din (en hebreo: בית דין‎; lit. «casa del juicio»; pl. בתי דין batéi din) es la corte rabínica que designa a un tribunal religioso. La forma más conocida y generalizada es de un tribunal compuesto de rabinos, pero la institución también existe con algunas variaciones en el judaísmo caraíta.

## Origen
La Torá informa que Jetró aconsejó a Moisés delegar la mayoría de su poder judicial a los tribunales de justicia y actuara solo como juez supremo, cosa que hizo rápidamente. Uno de los mandamientos divinos que se formuló en el libro de Deuteronomio 16:18,  es establecer jueces y oficiales en las puertas de todas las ciudades de la Tierra de Israel después de su conquista.

## Descripción

### Organización
Tal como explica el Talmud en el tratado Sanedrín, hay tres tipos de bet din:
- El gran Sanedrín, es el tribunal supremo formado por 71 sabios y se encuentra en Jerusalén, en el Templo.
- Los pequeños Sanedrines, formados cada uno por 23 sabios, y que se encuentran en cada ciudad. Los pequeños Sanedrines que hay en las capitales tribales supervisan los otros tribunales de su territorio, y son los únicos autorizados a imponer la pena capital.
- Los tribunales sencillos formatos por tres sabios.

Los tribunales juzgan todos los casos cubiertos por la ley judía, después de escuchar a los testigos.

### Composición
Los jueces tenían que recibir la Semijá (transmisión de la autoridad rabínica para dar asesoramiento o juicio en la legislación judía) para poder optar a sentarse en un bet din. Esta transmisión de la autoridad judicial mediante la imposición de manos pasó de Moisés hasta la destrucción del segundo Templo de Jerusalén. A partir de aquel momento esta ceremonia ya no existe, formalmente.
Un gran bet din tiene los siguientes jueces:
- Av bet din (אב בית דין): el juez más competente del tribunal.
- Rosh bet din (ראש בית דין): preside el tribunal.
- Dayán (דין): cada uno de los jueces.
- Javer bet din (חבר בית דין): asesor o perito con experiencia en el asunto deliberado.

En los tribunales pequeños, un único juez es al mismo tiempo av bet din y rosh bet din.

## Hoy en día
En la actualidad, la autoridad del bet din se circunscribe a la legislación del país donde se asienta. Por ejemplo, el bet din no tiene reconocimiento oficial en España, aunque puede juzgar asuntos familiares en Israel. Su papel se reduce a juzgar asuntos rituales, como la cashrut, la inmersión en la mikve, o especialmente, la conversión al judaísmo rabínico. A pesar de su carencia de poder coercitivo, los judíos religiosos suelen recurrir al Bet Din para solucionar sus conflictos. El único formato del Bet Din actual, es el tribunal formado por tres jueces, integrado por tres rabinos, uno de los cuales ha recibido una formación rabínica de juez. Para los casos menores, un simple rabino puede rodearse de dos religiosos judíos.